# Фангатауфа

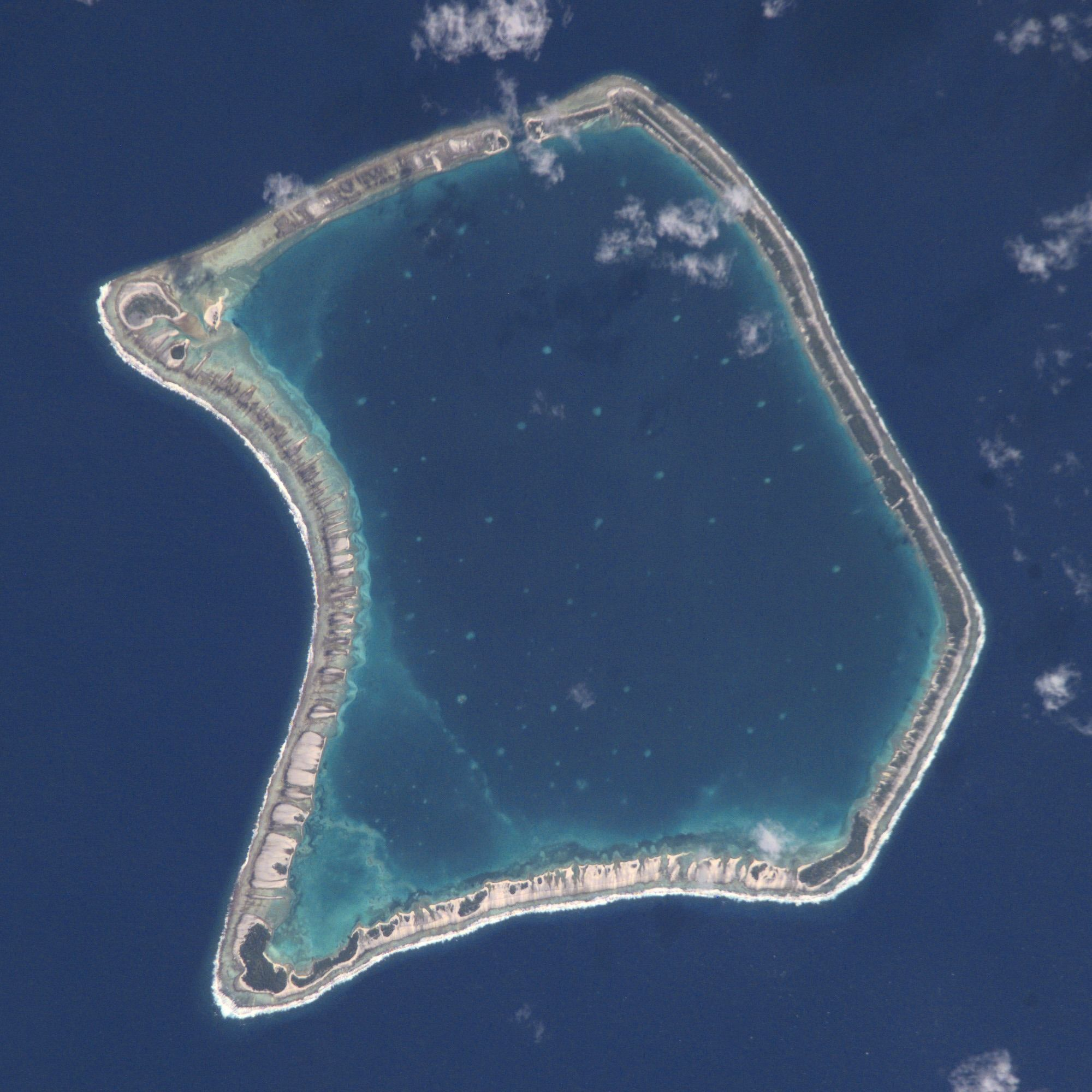
Космічний знімок атола

Фангатауфа (Fangataufa) — атол в архіпелазі Туамоту (Французька Полінезія). Адміністративно входить до складу комуни Туре. Знаходиться за 40 км на південний схід від атолу Муруроа.
Атолл має форму прямокутника, довжина якого становить 8,5 км, а ширина — 7,5 км. У центрі розташована глибока лагуна (до 40-42 м).
Фангатауфа був відкритий в 1826 англійцем Фредеріком Бичі, який дав назву атолу Кокберн (англ. Cockburn). До середини XX століття острів був населений. Основним заняттям місцевих жителів було виробництво копри.
Атолл отримав сумну популярність після випробування тут Францією ядерної зброї. У період з 1966 по 1996 районі Фангатауфа було здійснено 5 вибухів ядерної зброї в атмосфері включаючи вибух 24 серпня 1968, першої французької  водневої бомби (Операція Канопус) і 10 підземних вибухів на глибині 500—700 м під лагуною атола.
Острів з 1998 року безлюдний і тепер є предметом радіаційного моніторингу з щорічною кампанією відбору проб у довкіллі, й здійснюється персоналом Міністерства оборони, Комісаріату з атомної енергії (CEA) і полінезійцями.
15 жовтня 2006, Асамблея Французької Полінезії приймає доповідь про наслідки ядерних випробувань, й зробила висновок, що ядерні випробування здійснили великий вплив на здоров'я людини, довкілля, суспільство і економіку полінезійських островів. В економічному, соціальному і культурному аспекті доповіді рекомендується, щоб держава визнала цей факт, і прийняла на себе повну відповідальність відповідно.